# Štramberk
Štramberk är en stad i Tjeckien. Den ligger i den östra delen av landet, 270 km öster om huvudstaden Prag. Štramberk ligger 418 meter över havet och antalet invånare är 3 380.
Terrängen runt Štramberk är kuperad söderut, men norrut är den platt.Runt Štramberk är det ganska tätbefolkat, med 192 invånare per kvadratkilometer. Närmaste större samhälle är Kopřivnice, 2,1 km öster om Štramberk. Omgivningarna runt Štramberk är en mosaik av jordbruksmark och naturlig växtlighet.